# 短吻锐额蚤
短吻锐额蚤（学名：Alonella brevirostrata）为盘肠蚤科锐额蚤属的动物。在中国大陆，分布于海南等地，其标本采集自一水沟中。